# Zygmunt Piątkowski
Zygmunt Piątkowski (ur. 18 października 1905 w Rysinach, zm. ?) – polski planista, poseł na Sejm PRL II i III kadencji.

## Życiorys
Uzyskał wykształcenie podstawowe, z zawodu był planistą. Pracował w Powiatowym Przedsiębiorstwie Remontowo-Budowlanym w Łukowie oraz Miejskim Przedsiębiorstwie Remontowo-Budowlanym w Łukowie. W 1957 i 1961 uzyskiwał mandat posła na Sejm PRL w okręgu Radzyń Podlaski, pozostawał posłem bezpartyjnym. Pracował w Komisjach: Handlu Wewnętrznego (II kadencja) oraz Budownictwa i Gospodarki Komunalnej, a także   Zdrowia i Kultury Fizycznej (III kadencja).